# Jesse Luketa
Jesse Shimba Luketa (Ottawa, Ontario, 15 de enero de 1999) más conocido como Jesse Luketa, es un jugador profesional canadiense de fútbol americano que se desempeña en la posición de linebacker en Arizona Cardinals, equipo de la National Football League (NFL).

## Biografía
Luketa nació en Edmonton, Alberta, y creció en el barrio Heron Gate de Ottawa. Fue criado en un hogar monoparental por su madre, quien emigró a Canadá desde la República Democrática del Congo. Cuando Luketa tenía 14 años, se matriculó en la Mercyhurst Preparatory School en Erie, Pensilvania, para sus últimos tres años de secundaria. Luketa fue calificado como un recluta de cuatro estrellas y se comprometió a jugar fútbol americano universitario en Penn State entre más de 40 ofertas de becas.

## Carrera
Fue seleccionado en la séptima ronda en la Reunión Anual de Selección de Jugadores de la NFL de 2022. Hizo su debut profesional con el equipo Arizona Cardinals, donde lleva jugando dos temporadas.